# Marymerewaterval
De Marymerewaterval of Marymere Falls ligt in het Olympic National Park bij Lake Crescent in Washington. De waterval is goed te bereiken over een wandelpad vanaf het King Storm bezoekerscentrum bij het meer. De loopafstand is ongeveer 1,5 kilometer. Het pad ligt in een bos en loopt langs een kleine rivier, de Barnes Creek. Het water komt van de Aurora bergkam en valt bij de waterval zo’n 27 meter naar beneden in de Barnes Creek. Er zijn trappen die van de voet naar de top van de waterval leiden. De waterval is een toeristische attractie omdat het goed bereikbaar is en dicht bij de U.S. Route 101 ligt.